# Kaltwalzwerk Oranienburg
Der VEB Kaltwalzwerk Oranienburg war ein Industriebetrieb mit Hauptsitz in Oranienburg bei Berlin. Der Betrieb stellte durch Kaltwalzen Kaltband und vergütetes Kaltband her. Der VEB Kaltwalzwerk Oranienburg war zu Zeiten der DDR der größte Betrieb Oranienburgs und beschäftigte mehr als 1000 Mitarbeiter.

## Geschichte

### Gründung und Vorkriegsgeschichte
Die Stahlfederfabrik in Oranienburg wurde 1916 von Heintze & Blanckertz errichtet. Das Werksgelände lag zwischen Oranienburger Kanal im Westen und Kremmener Straße im Norden. Östlich begrenzt die Friedensstraße das Gelände, jenseits dieser Straße liegt der Stadtfriedhof. Das Werk war an die Bahnstrecke Nauen–Oranienburg angeschlossen.

### Verstaatlichung und Betrieb in der DDR
1945 wurde das Werk in Oranienburg zerstört, und die Reste wurden von der Roten Armee demontiert. Das Unternehmen wurde in West-Berlin neugegründet. Das Werk in Oranienburg wurde verstaatlicht.
Von 1961 bis 1964 wurde am Standort ein neues Werk errichtet.
1969 wurde das Bandstahlkombinat Eisenhüttenstadt (BKE) gebildet. Dem Kombinat gehörten sieben Betriebe an, die bis dahin der VVB Stahl- und Walzwerke Berlin bzw. der VVB Eisenerz/Roheisen Saalfeld unterstanden. Diese sieben Betriebe waren: Kaltwalzwerk Oranienburg, Eisenhüttenkombinat Ost (EKO), Eisenhüttenwerk Thale, Walzwerke Finow und Burg, Blechwalzwerk Olbernhau und Kaltwalzwerk Bad Salzungen.
Von 1987 bis 1989 wurde das Werk mit Anlagen französischer und schwedischer Hersteller modernisiert und galt als modernstes Kaltwalzwerk in Europa. 1989 produzierten 1.200 Beschäftigte eine Jahresmenge von 93.000 Tonnen kaltgewalzten Stahl.

### Privatisierung, Schließung und Nachnutzung
1990 erwarb die Krupp Stahl AG den Standort von der Treuhand. Teil des Kaufs bildeten Zusagen von Krupp, 600 Mitarbeiter zu beschäftigen und 40 bis 60 Millionen Mark zu investieren. Die Krupp Stahl Oranienburg GmbH fuhr in den folgenden Jahren die Produktion und Beschäftigung konstant nach unten. 1991 erzielte die Krupp-Stahl-Gruppe am Oranienburger Standort nur 24 Millionen DM Umsatz. 1993 beschloss Krupp, den Standort in Oranienburg entgegen der Zusagen im Kaufvertrag mit der Treuhand zu schließen. Die modernen Anlagen wurden von Krupp nach China verkauft.
Die Gebäude auf dem Werksgelände wurde größtenteils abgerissen und mit dem Einkaufszentrum Oranienpark neu bebaut. Erhalten geblieben sind Betriebskulturhaus mit Theatersaal und Kantine sowie Produktionshallen mit Arbeitsräumen und Werkstätten. Im Jahr 2011 wurde das verbliebene Ensemble durch Christoph Miethke gekauft; es wird unter dem Namen Oranienwerk als Standort der Kreativwirtschaft vermarktet.